# 臺中市歷史
臺中歷史為大臺中市轄區的歷史。臺中原為道卡斯族、巴布拉族(又稱拍瀑拉族)、巴則海族、洪雅族及泰雅族所住，並曾為大肚王國的根據地。明鄭時期起陸續有漢人前往開發。1705年（清康熙四十四年），張國因發現南屯一帶地沃水豐而著手墾荒，是臺中發跡之始。清治後期，臺中改稱「臺灣縣」，並逐漸成為台灣中部的政治、經濟及文化中心。日治時期，始有「臺中」之名，亦為臺中設「市」之始。中華民國接管臺灣後，臺中被分為臺中縣及臺中市；2010年12月25日，臺中縣及臺中市合併升格為直轄市，定名「臺中市」。
臺中因位居臺灣南北向交通中點，重要對外交通設施有臺中港、清泉崗國際機場、高鐵台中站等，並且擁有便利的聯外交通、地價便宜、氣候宜人等優勢條件，發展條件十分優越。

## 史前時期
早期，道卡斯族、巴布拉族、巴則海族及洪雅族等臺灣平埔族和泰雅族部落定居於，主要以狩獵維生。17世紀，巴布拉族與貓霧捒族、巴則海族、洪雅族、道卡斯族已建立大肚王國。

## 明鄭時期
南明延平郡王鄭成功於1661年4月渡台後，設立承天府，下轄天興縣、萬年縣二縣，以鹽水溪為界。而臺中則屬於天興縣，鄭經於1664年繼位後改名為天興州。

## 清治時期
清康熙22年（1683年），施琅攻下臺灣，並在次年設立台灣府，將天興州改稱為諸羅縣，縣治諸羅山（今嘉義市），範圍今臺南曾文溪以北至臺灣北部。雍正元年（1723年），設立彰化縣，縣治半線（今彰化市），範圍今雲林虎尾溪至臺中大甲溪之間。光緒13年（1887年），臺灣建省之後改設臺灣縣，縣治在今臺中，範圍今大甲溪以南的臺中市至南投縣西部。
清治末期，臺灣中部的要邑位在半線（今日的彰化市），直至1890年臺灣巡撫劉銘傳在當時東大墩街南側的「橋仔頭」聚落（或稱橋仔圖、橋孜圖；今國光路到臺中路之間）附近始建八卦形城池及大量官署建築物（現存北門城樓、考場），預備作為臺灣建省之後的省會所在。但後任巡撫邵友濂終止此計畫（省城改設在臺北）；但所累積的建設成果是清治時期全台營建之城池中規模最大者。

## 日治時期

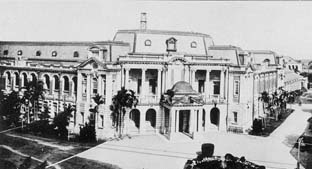
日治時期的台中州廳

日本統治臺灣後，於1895年8月將臺中改隸台灣民政支部。1896年，臺灣總督府看上臺中的地理優勢以及清代留下的大量官署及官有地，設立臺中縣（今之臺中市、彰化縣及雲林縣），「臺中」之稱始於此。1899年，日本當局實施市街改正計畫（亞洲第一個都市計劃），整治河流與設計棋盤狀道路（現今中區、東區），將臺中興建成為日治時期新興的現代化都市。1901年改為臺中廳。1920年，臺灣總督府實施「五州二廳」制度，再將臺中廳與南投廳合併為臺中州，下設臺中、彰化（1933年彰化實施市制）兩市及大屯、豐原、東勢、大甲、彰化、員林、北斗、南投、新高、能高、竹山等十一郡五十七街庄，州設州廳，郡市設郡市役所，街庄設街庄役場，分層辦理地方事務。其中臺中市為由東、南、西、北、中等五區域組成之州轄市，此為臺中設「市」之始。
日治時期，台中州出現第一位台籍婦女會主席林蔡秀梅女士(彰化高女畢業1902-1945)，在當時是台籍婦女進步的代表，於1945年時，病逝於今署立台中醫院。
日治中期的1920年代，臺中市是臺灣文化協會的主要活動地區，成員也多是來自於臺中州；當臺灣非武裝抗日勢力發生分裂時，蔣渭水領導下的臺灣民眾黨也是成立於臺中；而左頃化以後的新台灣文化協會，也在臺灣中部發起多場農民組合運動。

## 中華民國時期
1945年二戰結束，中華民國國民政府接管臺灣後設臺中縣，台中市(台中州首府)於1945年12月17日改為台灣省轄市(最晚的)
，並將原日治10轄區整併為東西南北中5區，總面積約29平方公里，1947年將原台中縣大屯區南屯鄉、北屯鄉、西屯鄉併入台中市，總面積約163平方公里
縣治設於員林，原轄臺中、彰化兩市，改為省轄市，大屯等十一郡改設區署，街庄改設鄉鎮。1947年2月1日，臺灣省行政長官公署將臺中縣之北屯、西屯、南屯等三個鄉劃入臺中市管轄，並升格為省轄市。1950年行政區域調整，原臺中縣、彰化市合併劃分為臺中、彰化及南投三縣，彰化市改為縣轄市，臺中縣縣治改設於豐原鎮。
1947年，由於陳儀政府治台失政累積龐大民怨，二二八事件爆發，其中由謝雪紅、鍾逸人、蔡鐵城等多人在臺中共同組織武裝民兵，稱為二七部隊。二七部隊是二二八事件時，規模最大、維持最久的反抗勢力組織。
省轄台中市人口於2003年超越一百萬人。
臺中縣市合併改制直轄市
- 2009年4月3日，攸關三都十五縣國土重畫的法源依據「地方制度法部分條例修正案」經立法院三讀通過。[4]
- 2009年4月13日，台中縣與台中市共同協商「臺中縣市合併升格直轄市改制計畫書」並拍板定案，敲定新市府設於七期重劃區，議會位址由行政院決定。[5]
- 2009年4月17日，台中縣議會通過「臺中縣市合併升格直轄市改制計畫書」，採唱名投票方式，以五十三票審議通過。[6]
- 2009年4月20日，台中市議會通過「臺中縣市合併升格直轄市改制計畫書」，因表決方式爭議遭部分籍市議員阻擾，最終議長張宏年宣布多數支持以鼓掌聲通過。[7]
- 2009年4月23日，台中市政府與台中縣政府共同擬訂的「臺中縣市合併改制直轄市改制計畫書」，中午以電子公文方式呈送內政部審議，公文紙本也在下午呈送內政部[8]。
- 2009年6月23日，中華民國內政部審查通過「臺中縣市合併改制直轄市」案。
- 2009年7月2日，中華民國行政院正式通過臺中縣市合併改制案，並於2010年12月25日改制為直轄市，升格後定名臺中市。

| 台中市(改制直轄市前)人口 | 台中市(改制直轄市前)人口 |
| ------------------------ | ------------------------ |
| 1949                     | 192,889                  |
| 1985                     | 674,936                  |
| 1995                     | 853,221                  |
| 2000                     | 965,790                  |
| 2005                     | 1,032,778                |
| 2010                     | 1,082,163                |

| 台中縣(改制直轄市前)人口 | 台中縣(改制直轄市前)人口 |
| ------------------------ | ------------------------ |
| 1990                     | 1,285,029                |
| 1995                     | 1,378,000                |
| 2000                     | 1,510,480                |
| 2009                     | 1,562,162                |